# 레온 (스페인)
레온(스페인어: León, 레온어: Llión)은 스페인 북서부에 위치한 도시로, 카스티야이레온 지방의 주인 레온도의 주도이다. 레온은 레온 주에서 가장 큰 도시이며 레온의 인구는 레온 주 전체 인구의 1/4 이상을 차지한다. 인구는 136,999명(2006년 기준)이며 광역 도시권 인구는 337,740명(2009년 기준)이다. 면적은 39.20km2, 높이는 해발 838m이다.

## 역사
레온은 기원전 1세기 로마 군단 6 빅트릭스 사단이 설립했으며 68년에 7 게미나 사단이 이 곳에 주둔하면서 레온의 효시가 되었고 레온은 라틴어 도시 이름인 "레기오"(Legio)에서 유래되었다. 레온은 586년에 서고트족에게 정복당했고 712년에는 무슬림에게 정복당했다. 그 후 856년에 오르도뇨 1세가 레온을 되찾았으며 910년부터 1301년까지 레온 왕국의 수도가 되었다.

## 기후
| 레온의 기후                                                    | 레온의 기후 | 레온의 기후 | 레온의 기후  | 레온의 기후 | 레온의 기후 | 레온의 기후 | 레온의 기후  | 레온의 기후  | 레온의 기후 | 레온의 기후 | 레온의 기후 | 레온의 기후 | 레온의 기후   |
| 월                                                             | 1월         | 2월         | 3월          | 4월         | 5월         | 6월         | 7월          | 8월          | 9월         | 10월        | 11월        | 12월        | 연간          |
| -------------------------------------------------------------- | ----------- | ----------- | ------------ | ----------- | ----------- | ----------- | ------------ | ------------ | ----------- | ----------- | ----------- | ----------- | ------------- |
| 역대 최고 기온 °C (°F)                                         | 21.0 (69.8) | 20.9 (69.6) | 25.5 (77.9)  | 29.2 (84.6) | 31.9 (89.4) | 36.5 (97.7) | 38.2 (100.8) | 38.2 (100.8) | 37.4 (99.3) | 30.5 (86.9) | 23.4 (74.1) | 19.0 (66.2) | 38.2 (100.8)  |
| 일평균 최고 기온 °C (°F)                                       | 7.3 (45.1)  | 9.7 (49.5)  | 13.3 (55.9)  | 15.3 (59.5) | 19.3 (66.7) | 24.3 (75.7) | 27.4 (81.3)  | 27.1 (80.8)  | 22.9 (73.2) | 17.1 (62.8) | 11.2 (52.2) | 8.2 (46.8)  | 16.9 (62.5)   |
| 일일 평균 기온 °C (°F)                                         | 3.3 (37.9)  | 4.7 (40.5)  | 7.6 (45.7)   | 9.5 (49.1)  | 13.0 (55.4) | 17.3 (63.1) | 19.8 (67.6)  | 19.7 (67.5)  | 16.3 (61.3) | 11.9 (53.4) | 6.9 (44.4)  | 4.2 (39.6)  | 11.2 (52.1)   |
| 일평균 최저 기온 °C (°F)                                       | −0.7 (30.7) | −0.3 (31.5) | 1.9 (35.4)   | 3.7 (38.7)  | 6.8 (44.2)  | 10.2 (50.4) | 12.2 (54.0)  | 12.3 (54.1)  | 9.8 (49.6)  | 6.7 (44.1)  | 2.7 (36.9)  | 0.2 (32.4)  | 5.5 (41.8)    |
| 역대 최저 기온 °C (°F)                                         | −17.4 (0.7) | −14.4 (6.1) | −11.2 (11.8) | −6.1 (21.0) | −4.0 (24.8) | 0.0 (32.0)  | 3.0 (37.4)   | 2.6 (36.7)   | 0.0 (32.0)  | −3.4 (25.9) | −7.2 (19.0) | −15.4 (4.3) | −17.4 (0.7)   |
| 평균 강수량 mm (인치)                                          | 51.1 (2.01) | 31.6 (1.24) | 38.8 (1.53)  | 47.3 (1.86) | 55.0 (2.17) | 29.2 (1.15) | 18.3 (0.72)  | 20.1 (0.79)  | 31.5 (1.24) | 62.0 (2.44) | 53.4 (2.10) | 57.4 (2.26) | 495.7 (19.51) |
| 평균 강수일수 (≥ 1 mm)                                         | 8.3         | 5.7         | 6.7          | 7.9         | 8.2         | 4.3         | 2.8          | 2.7          | 4.5         | 8.2         | 7.9         | 7.7         | 74.9          |
| 평균 상대 습도 (%)                                             | 82          | 72          | 66           | 64          | 60          | 54          | 50           | 51           | 60          | 72          | 80          | 83          | 66            |
| 평균 월간 일조시간                                             | 130         | 172         | 217          | 234         | 276         | 321         | 363          | 332          | 258         | 186         | 141         | 124         | 2,754         |
| 출처: 스페인 기상청 (평년값: 1991년~2020년, 극값: 1938년~현재) |             |             |              |             |             |             |              |              |             |             |             |             |               |

## 같이 보기
- 부에나벤투라 두루티